# Дарейты

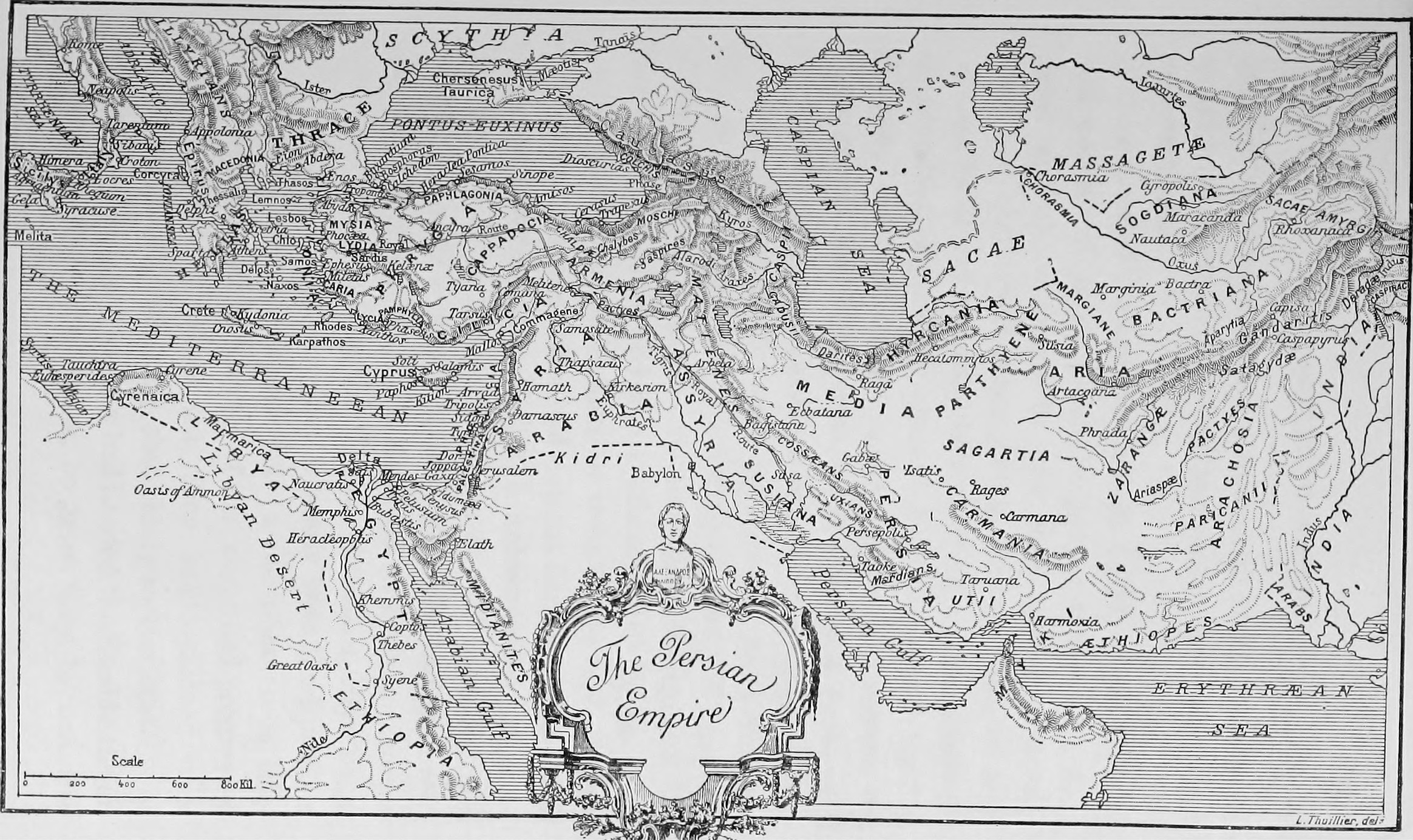
Дарейты (Darites) на юге Каспийского моря

Дарейты ( др.-греч. Δαρεῖται) — античное ираноязычное племя земля которых составляла особую и большую часть Мидии. Ирис фон Бредов считала их наряду с племенем пантматов, входившими в состав кадусиев.

## История
По Геродоту, дарейты входили в XI сатрапию куда также входили каспии, павсики, пантиматы и возможно кадусии. Во времена деражавы ахеменидов, дарейты платили в царскую казну 200 талантов. Дьяконов И. М. ссылаясь на Птоломея и Плиния подчеркивал особую связь дарейтов с Мидией. Он также отмечал, что дарейты являлись частью кадусиев и анариаков, считая все эти племена неиранскими, хотя  Буданова В. П. считала анариаков скифским племенем, а Грантовский Э.А. кадусиев ираноязычными. Дарейтов  античные историки упоминают в Гиляне и Мазандаране. Расул Магомедов утверждал, что дарейты являлись соседями и единоплеменниками кюринских массагетов. Своё название дарейты получили от города Дарбахи, существовавшего в Табасаране за северной горной Дербентской стеной. Некоторые авторы указывали, что жители Табасарана, Кубинского уезда, Кюринского ханства и Самурского округа были потомками древних массагетов. По другим источникам дарейты располагались вблизи Каспианы.